# Los Angeles Galaxy
Los Angeles Galaxy är ett fotbollslag i USA:s högsta liga MLS. Galaxy är ett av åtta lag som spelat i MLS sedan första säsongen, 1996.
Laget har varit ett av de mest framgångsrika inom MLS, med fem "MLS Cup" (2002, 2005, 2011, 2012 och 2014) samt fyra finalförluster (1996, 1999, 2001 och 2009).
Galaxy ägs av Anschutz Entertainment Group som även äger 49 % av Hammarby IF Fotboll. 
Den 11 januari 2007 avslöjades 
att David Beckham var på väg till klubben, och den 27 april samma år skrev han på ett 5-årskontrakt värt $250 miljoner. 2012 lämnade han klubben.
Steven Gerrard anslöt till laget i juli 2015 då hans kontrakt med Liverpool FC gick ut.
Svensken Zlatan Ibrahimović avslutade 2018 sitt kontrakt med Manchester United och skrev istället på för Los Angeles Galaxy.

## Truppen
Uppdaterad trupp: 2022-02-23
| Nr | Land       | Pos | Namn             |
| -- | ---------- | --- | ---------------- |
| 1  | England    | MV  | Jonathan Bond    |
| 2  | Mexiko     | F   | Julián Araujo    |
| 3  | Irland     | F   | Derrick Williams |
| 4  | Frankrike  | F   | Séga Coulibaly   |
| 6  | Madagaskar | MF  | Rayan Raveloson  |
| 7  | Spanien    | MF  | Víctor Vázquez   |
| 9  | Frankrike  | A   | Kévin Cabral     |
| 10 | Brasilien  | MF  | Douglas Costa    |
| 11 | Frankrike  | A   | Samuel Grandsir  |
| 12 | USA        | MV  | Eric López       |
| 14 | Mexiko     | A   | Javier Hernández |
| 16 | USA        | MF  | Sacha Kljestan   |
| 18 | Surinam    | F   | Kelvin Leerdam   |
| 19 | USA        | F   | Jorge Villafaña  |
| 20 | USA        | F   | Nick DePuy       |

| Nr | Land    | Pos | Namn               |
| -- | ------- | --- | ------------------ |
| 21 | Mexiko  | MV  | Richard Sánchez    |
| 25 | USA     | A   | Cameron Dunbar     |
| 26 | Mexiko  | MF  | Efraín Álvarez     |
| 33 | USA     | MV  | Jonathan Klinsmann |
| 37 | USA     | MF  | Daniel Aguirre     |
| 43 | USA     | MF  | Adam Saldana       |
| 44 | Kanada  | A   | Raheem Edwards     |
| 56 | Mexiko  | MF  | Jonathan Pérez     |
| 67 | Panama  | MF  | Carlos Harvey      |
| 74 | USA     | F   | Marcus Ferkranus   |
| 99 | Serbien | A   | Dejan Joveljić     |
| -  | USA     | MF  | Callum Johnson     |
| -  | USA     | F   | Chandler Vaughn    |
| -  | USA     | F   | Jalen Neal         |
| -  | USA     | MF  | Marky Delgado      |

### Utlånade spelare
| Nr | Land | Pos | Namn |
| -- | ---- | --- | ---- |

## Pensionerade nummer
13 –  Cobi Jones (1996–2007)